# 石灰華
石灰華，又稱「鈣華」（tufa），是碳酸鈣含量較多的河流、湖泊或泉水所形成的碳酸鈣沉積物。

## 自然存在
石灰華在很多地方都比较常见，如：
- 美国内华达州金字塔湖
- 美国内华达州大苏打湖（英语：Soda Lake）
- 美国加利福尼亚州莫諾湖
- 英国德比郡马特洛克巴斯
- 英国石灰华北码头
- 克罗地亚普利特维采湖群国家公园
- 西澳大利亚西南海岸线
- 南非西北省格鲁特马里科附近
- 南非姆普马兰加省布莱德河峡谷Kadishi Tufa（英语：Kadishi Tufa）
- 中国四川省黄龙风景名胜区

有人指出，“石灰华”被用作法国卢瓦尔河谷大部分城堡的主要建筑材料，而这源于“tuffeau jaune”和“tuffeau blanc”的错误翻译，它们是被称为白垩的晚白垩世海相石灰岩的多孔变种。